# 阿勞西縣

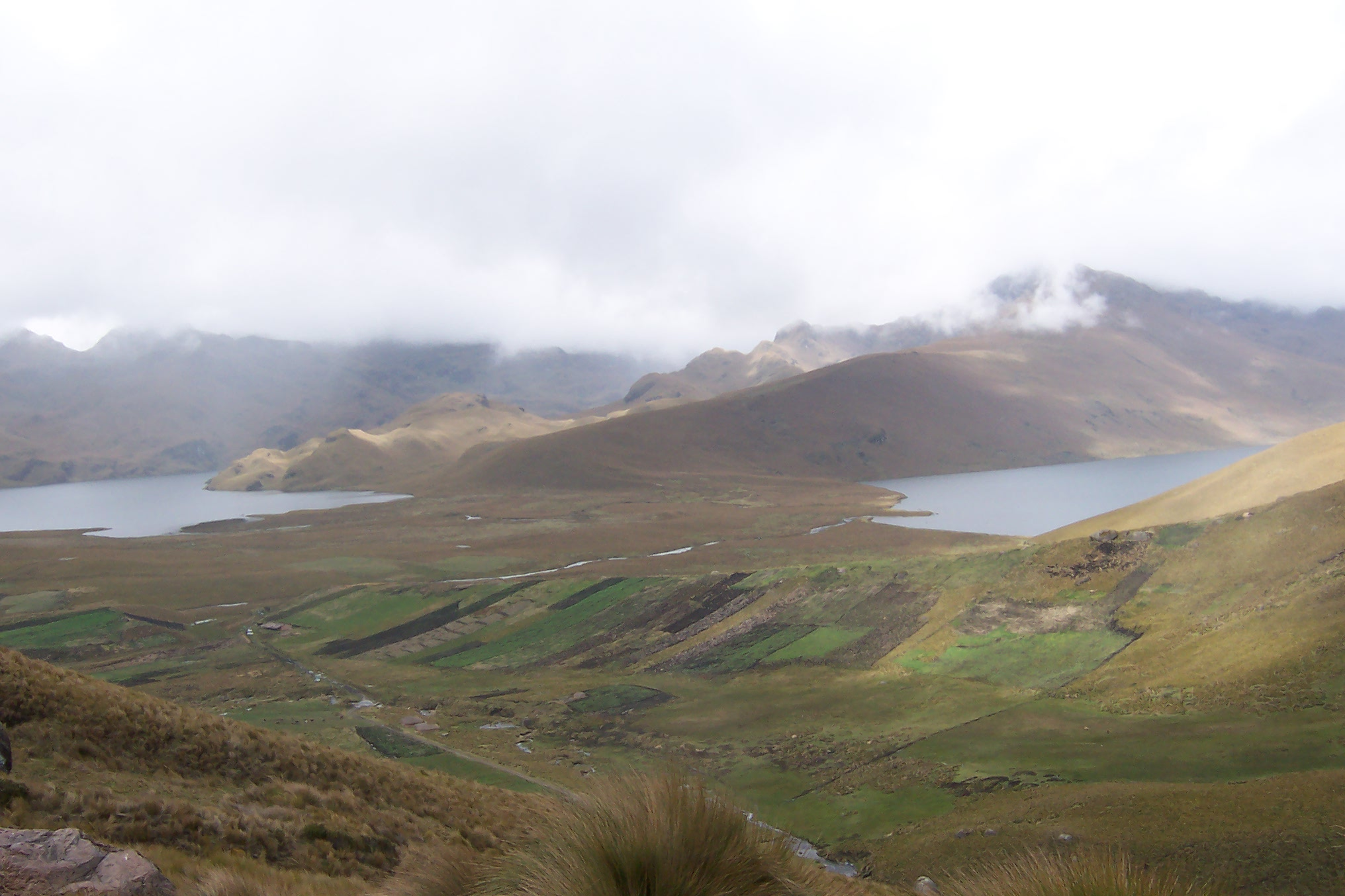

阿勞西縣（西班牙語：Cantón Alausí），是厄瓜多爾的縣份，位於該國中部，由欽博拉索省負責管轄，面積1,644平方公里，海拔高度2,340米，2001年人口普查總數為42,823人，人口密度每平方公里26人。